# Escape (Warelis-Moor-Album)
Escape ist ein Musikalbum von Marta Warelis und Andy Moor. Die am 28. August 2022 im ZAAL 100 in Amsterdam entstandenen Aufnahmen erschienen am 21. Juni 2024 auf Relative Pitch Records.

## Hintergrund
Während in den Jahren zuvor die Pianistin Marta Warelis vor allem in Trio- bis Quintett-Formationen – u. a. mit Frank Rosaly, John Dikeman (Sunday at De Ruimte, 2012) sowie mit Wilbert de Joode, Florian Stoffner und Carlos Zíngaro – gearbeitet hatte, war der Gitarrist Andy Moor in zahlreiche Duo-Projekte involviert, etwa mit Anne-James Chaton, Tommaso Rolando und Christine Abdelnour.

## Titelliste
- Marta Warelis / Andy Moor: Escape (Relative Pitch Records RPR1188)[1]

1. Thaw Bush	7:36
2. Highway Trajectory	6:27
3. Maintenance Cabbage	6:05
4. Imbue	9:50
5. Commitment Keys	2:10
6. Incunabula	4:17
7. Apocalyptic TV	7:00

Die Kompositionen stammen von Andy Moor und Marta Warelis.

## Rezeption
Die sieben Titel mit einer minimalistischen Klangpalette würden den Hörer in eine Welt entführen, in der Musik aus der Stille in Lärm und wieder zurück wachse, aber auch die Stille umarme und die Hörer „auf einer befriedigenden ästhetischen Reise von unserer Welt in die Welt der Fantasie entführt“, schrieb Paul Serralheiro in Squid's Ear. Die Musik selbst habe eine ganze Reihe struktureller Qualitäten, vom schwammigen Opener „Thaw Bush“ bis zum lauteren „Highway Trajectory“ und „Maintenance Cabbage“. „Imbue“ sei ein sich langsam entwickelndes Stück, während „Commitment Keys“ einen explorativen, suchenden und pointillistischen  Charakter habe. Bei „Incunabula“ nutze Warelis die Saiten des Klaviers auf interessante Weise und erzeuge so einen messerscharfen, celloähnlichen Effekt im Kontrapunkt zu Moors bloß gezupften Äußerungen, und das Album ende mit einem sanft wirbelnden „Apocalyptic TV“, das in immer bedrohlichere Klänge übergehe.